# Ельферсберг
«Ельферсберг» (нім. SV Elversberg) — німецький футбольний клуб з Шпізен-Ельферсберга, заснований у 1907 році. Виступає у Другій Бундеслізі. Домашні матчі приймає на стадіоні «Вальдштадіон ан дер Кайзерлінде», місткістю 10 000 глядачів.

## Історія
Клуб заснований у 1907 році. Він був розпущений у 1914 році, але потім відновлений у 1918 році як Sportvereinigung VfB Elversberg.
Після Другої світової війни ряд місцевих асоціацій об'єдналися, щоб створити Спортклуб Ельферсберг. У 1952 році клуб став незалежним від SG. З 1951 по 1960 команда грала в аматорській лізі Саара, згодом опустилась спочатку до ліги IV рівня, а ще через деякий час і V рівня аж до 1980 року, коли знову з’явилсся в аматорській Оберлізі Південний-Захід, де відіграла сім сезонів. Після майже ще одного десятиліття, проведеного між Фербандеслігою Саар (IV) та Ландеслігою Саар/Північний-Схід (V), клуб повернувся до III футбольного рівня до Регіональної ліги «Захід».
З 1998 року постійний учасник Регіональної ліги «Захід». У сезоні 2008–09 клуб став учасником нової Регіональної ліги «Захід». У сезоні 2012–13 «Ельферсберг» кваліфікувався до плей-оф підвищення де боровся за вихід до Третьої ліги проти резервної команди «Мюнхен 1860».
У третій лізі «Ельферсберг» відіграв лише сезон вибувши звідти разом із командою «Саарбрюкен». У сезоні 2015–16 знову грали в плей-оф але цього разу поступились «Цвікау». Наступного сезону також поступились цього разу «Унтергахінгу» за сумою двох матчів 2–5. За підсумками сезону 2021–22 клуб посів перше місце в своїй групі та здобув право підвищитись до Третьої ліги.
У сезоні 2022–23 клуб вперше здобув право дебютувати в Другій Бундеслізі перегравши з рахунком 2–1 Інгольштадт 04.
10 березня 2024 року Пауль Шток відзначився хет-триком у виїзному матчі Другої Бундесліги проти клубу «Гройтер Фюрт», це перший хет-трик як нападника так і клубу в Другій Бундеслізі. За підсумками першого сезону в Другій Бундеслізі, клуб посів одинадцяте місце, маючи в активі 43 очка.
У сезоні 2024–25 клуб посів третє місце у Другій Бундеслізі та здобув право грати стикові матчі з «Гайденгаймом» за право підвищитись до Бундесліги. За пдсумками двох матчів «Ельферсберг» поступився з загальним рахунком 3–4.

## Досягнення
| - Третя ліга - Чемпіон: 2023 - Регіоналліга Південний Захід (IV) - Чемпіон: 2017, 2022 - Срібний призер: 2013, 2016 - Оберліга (IV) - Чемпіон: 1996, 1998 - Саар (IV) - Чемпіон: 1980, 1994, 2008 (резервна команда) | - Саар - Володар: 2009, 2010, 2015, 2018, 2020, 2021, 2022, 2023 - Фіналіст: 1979, 1982, 2004, 2014, 2016, 2019 |